# Puzur-Assur III
Puzur-Assur III (Puzur-Aššur III), geschreven als mPu-zur-Aš-šur of mPuzur(búzur)-Aš-šur was koning van Assyrië van 1521 tot 1498 v.Chr.
Hij probeerde tot een vergelijk te komen met het koninkrijk Kardunias, het Kassietenrijk van Babylon. Hij sloot een overeenkomst met Burnaburiash I dat de grens in de buurt van Samarra legde.  Dit verdrag werd later bevestigd tussen Assur-bel-nisheshu en Karaindaš. Uit zijn tijd is weinig over Assyrië bekend. Het is goed mogelijk dat vanaf ca 1500 de Assyrische koningen vazalkoningen van Mitanni waren en de belangrijkste gegevens komen dan ook uit die bron. In de tijd van Sausatar van Mitanni (rond 1500) werd bijvoorbeeld Assur bestraft voor zijn ongehoorzaamheid en een strafexpeditie bracht een deur van zilver en goud naar de Mitanni-hoofdstad Washukkanni.
Hij is ook de eerste Assyrische koning die verschijnt op de Synchronistische Kroniek en in latere historische documenten wordt hij door Assur-uballit II genoemd als zijn bet-bet-bet-overgrootvader en als een van de koningen die vervallen gebouwen van de Nieuwe Stad hersteld had.